# Bahnhof Kainan
Der Bahnhof Kainan (jap. 海南駅 Kainan-eki) ist ein Bahnhof auf der japanischen Insel Honshū. Er wird von der Bahngesellschaft JR West betrieben und befindet sich in der Präfektur Wakayama auf dem Gebiet der Stadt Kainan, an der Westseite der Kii-Halbinsel.

## Verbindungen
Kainan ist ein Zwischenbahnhof an der Kisei-Hauptlinie, deren westliche Sektion von JR West betrieben wird sowie die Städte Shingū und Wakayama miteinander verbindet. Im Stundentakt verkehrt der Schnellzug Limited Express Kuroshio von Kyōto über Shin-Osaka, den Bahnhof Wakayama und Kii-Tanabe nach Shirahama, wobei sieben Zugpaare weiter über Kushimoto zum Bahnhof Shingū fahren. Nahverkehrszüge fahren im Halbstundentakt zwischen Wakayama und Gobō. Auf dem Bahnhofsvorplatz befindet sich ein Busterminal mit mehreren Haltestellen; von hier aus fahren acht Linien der Gesellschaften Wakayama Bus, Daijū Bus, Arita Tetsudō und Kainan-shi Community Bus.

## Anlage
Der Bahnhof steht inmitten des Stadtteils Nakata. Auf der Westseite erstreckt sich das Stadtzentrum mit Geschäften und öffentlichen Einrichtungen, auf der Ostseite ein Wohngebiet. Die auf einem Viadukt befindliche Anlage ist von Süden nach Norden ausgerichtet und umfasst vier Gleise, die alle dem Personenverkehr dienen. Diese liegen an zwei größtenteils überdachten Mittelbahnsteigen. Das Empfangsgebäude ist unter dem Viadukt angeordnet, das von beiden Seiten her zugängliche Erdgeschoss dient gleichzeitig als Fußgängerunterführung und Verteilerebene. Dort befindet sich unter anderem eine Filiale von 7-Eleven. Der Zugang hinauf zu den Bahnsteigen auf der zweiten Ebene erfolgt mittels Treppen, Rolltreppen und Aufzügen.
Im Fiskaljahr 2019 nutzten täglich durchschnittlich 2802 Fahrgäste den Bahnhof.

## Bilder

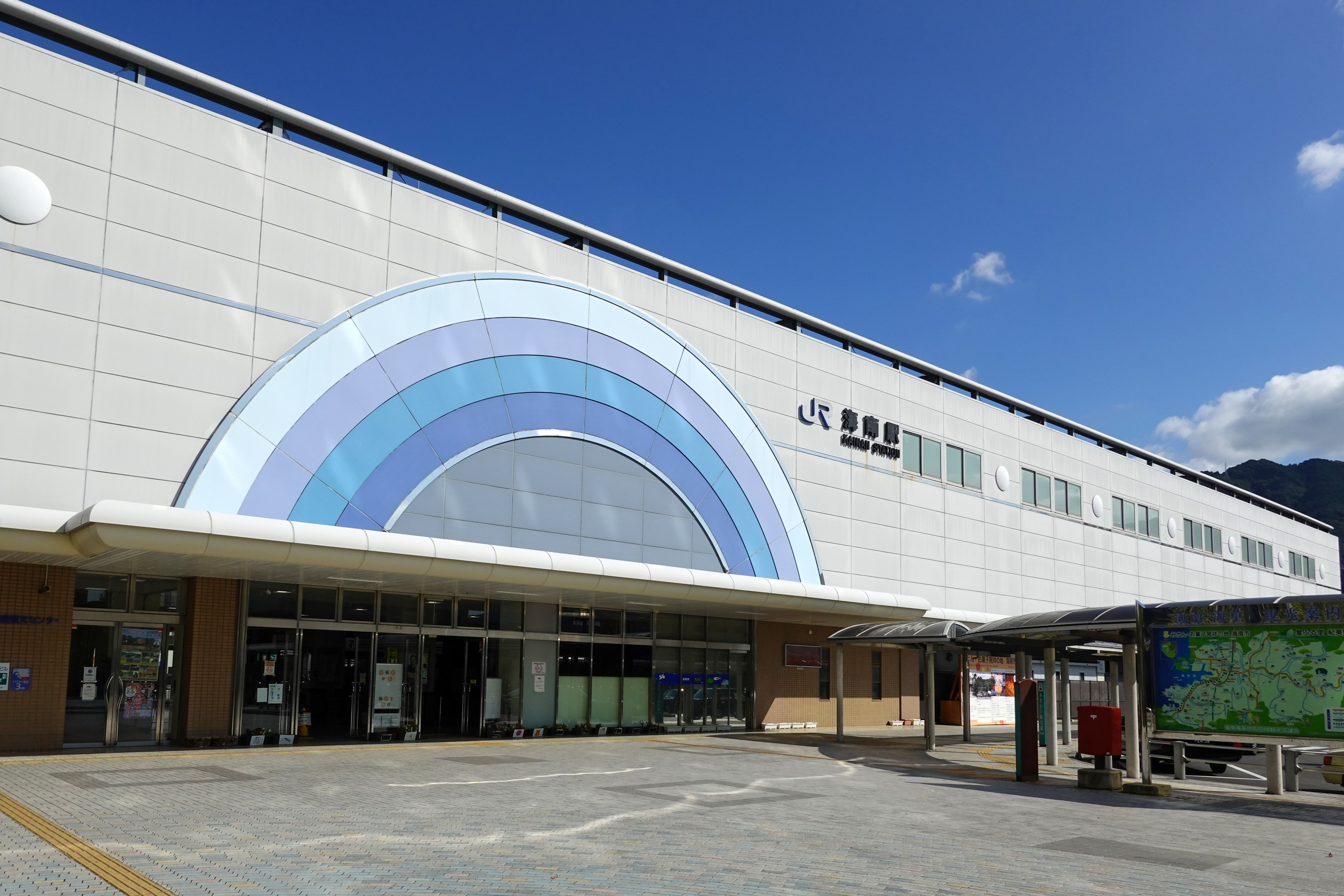
Bahnhofsvorplatz
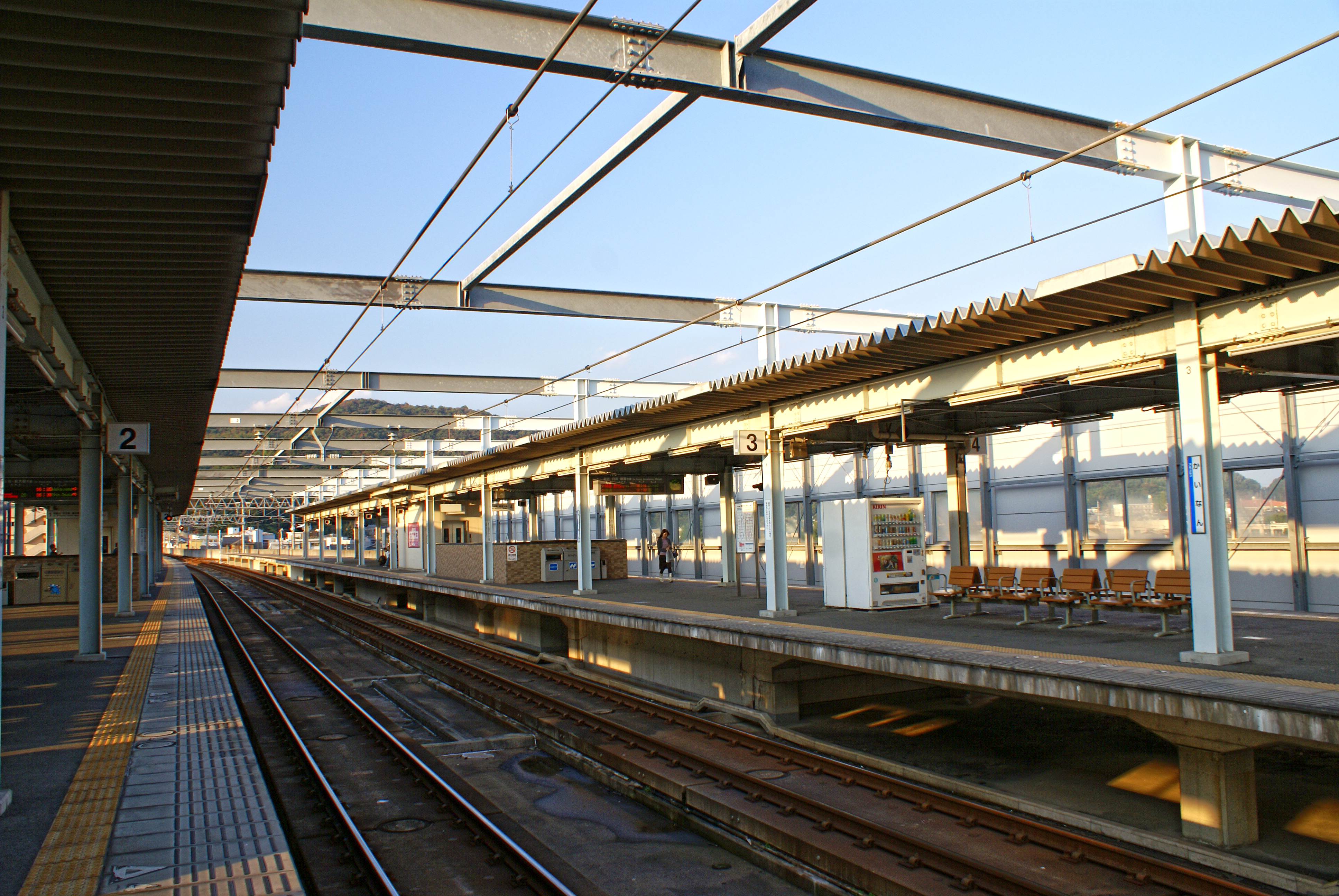
Ansicht der Bahnsteige
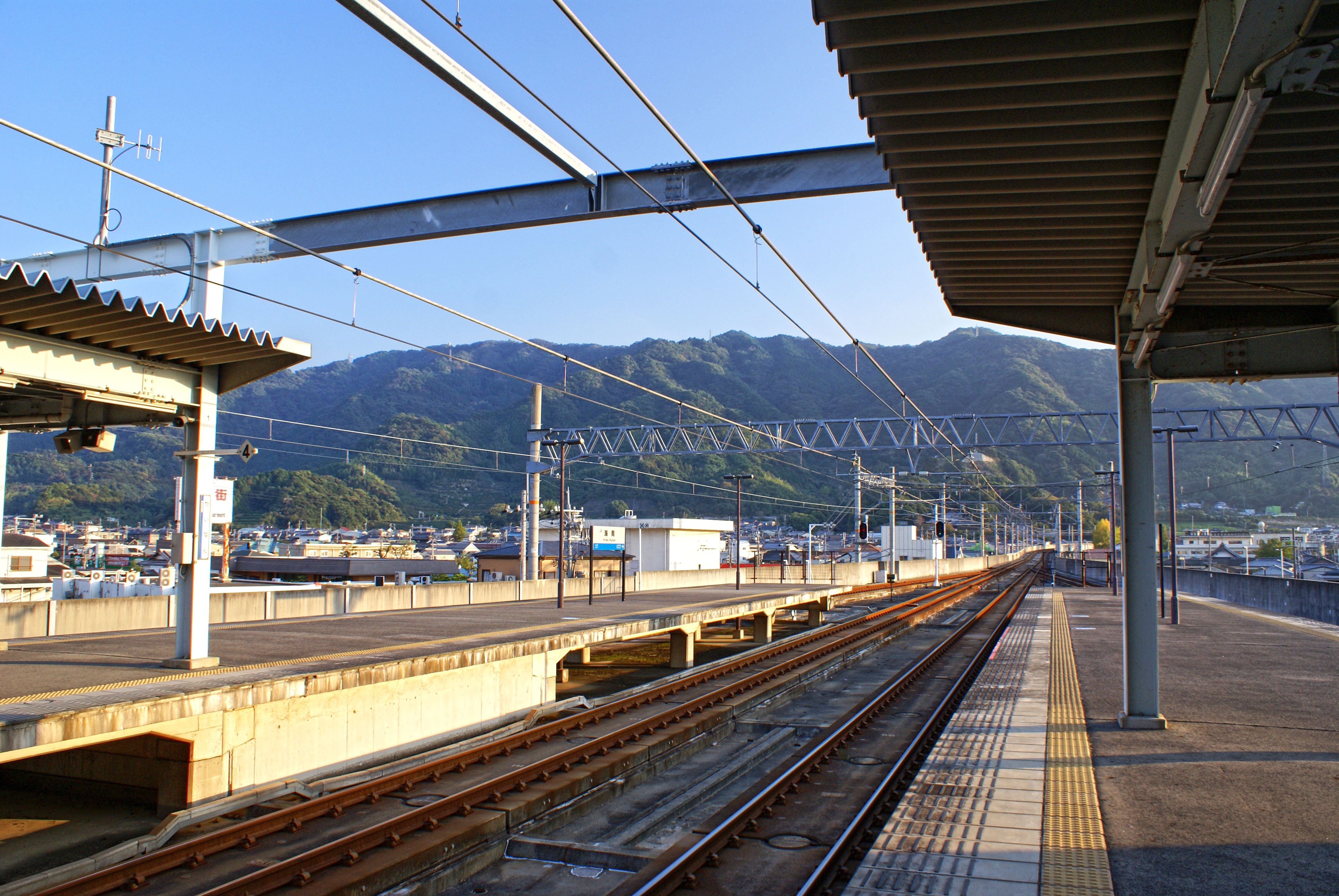
Ansicht der Umgebung
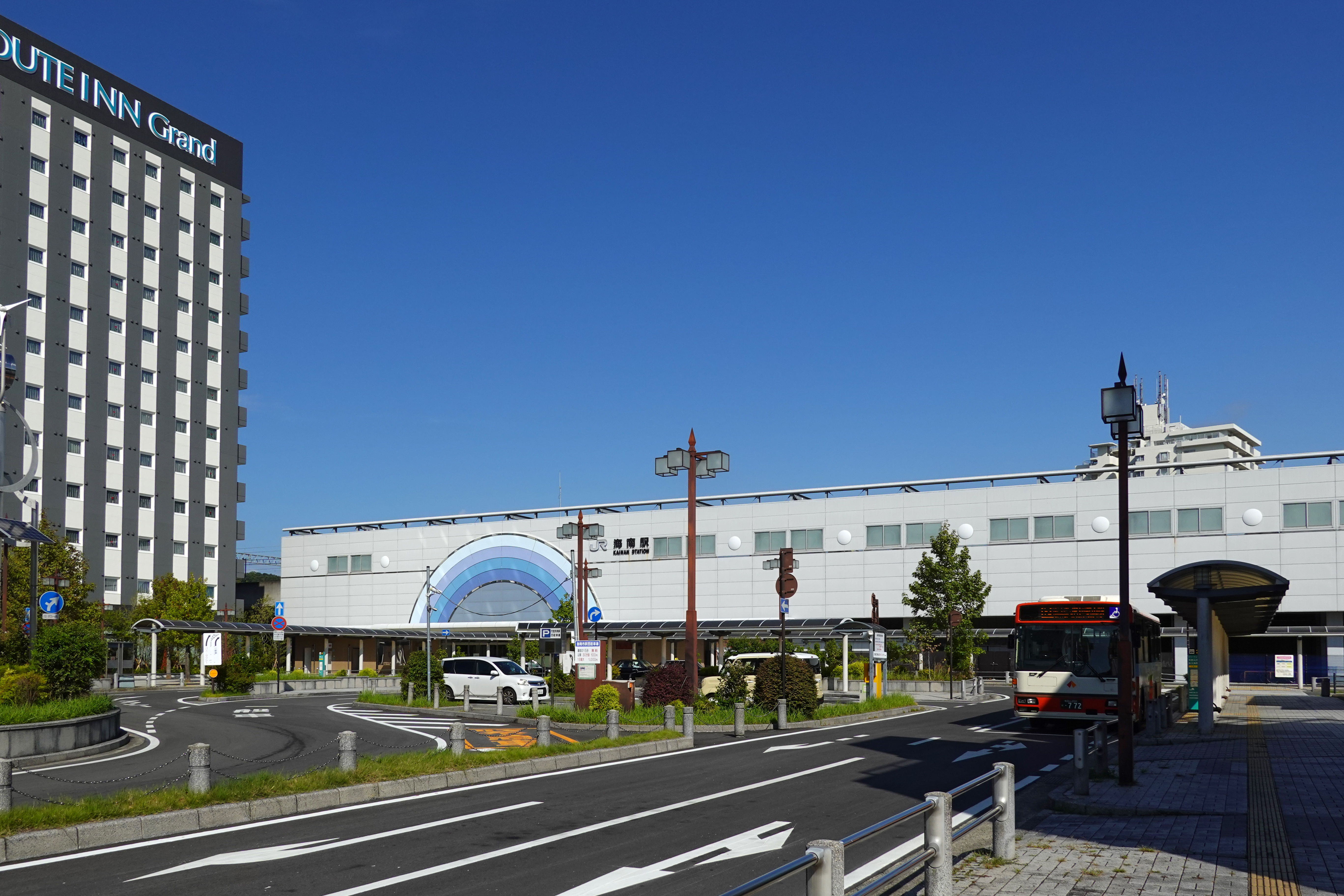
Westausgang (Oktober 2024)
Gleisplan bis 1994 (inkl. dem Bahnhof Hikata und der Haltestelle Renrakuguchi)

## Gleise
| 1/2 | ▉ Kisei-Hauptlinie | Wakayama • Shin-Osaka                                 |
| 3/4 | ▉ Kisei-Hauptlinie | Gobō • Kii-Tanabe • Kushimoto • Kii-Katsuura • Shingū |

## Linien
| Verlauf der Kisei-Hauptlinie |
| --- |
| Kameyama • Shimonoshō • Ishinden • Tsu • Akogi • Takachaya • Rokken • Matsusaka • Tokuwa • Taki • Ōka • Sana • Tochihara • Kawazoe • Misedani • Takihara • Aso • Ise-Kashiwazaki • Ōuchiyama • Umegadani • Kii-Nagashima • Minose • Funatsu • Aiga • Owase • Ōsoneura • Kuki • Mikisato • Kata • Nigishima • Atashika • Hadasu • Ōdomari • Kumanoshi • Arii • Kōshiyama • Kii-Ichigi • Atawa • Kii-Ida • Udono • Shingū • Miwasaki • Kii-Sano • Ukui • Nachi • Kii-Temma • Kii-Katsuura • Yukawa • Taiji • Shimosato • Kii-Uragami • Kii-Tahara • Koza • Kii-Hime • Kushimoto • Kii-Arita • Tanami • Tako • Wabuka • Esumi • Mirozu • Susami • Kii-Hiki • Tsubaki • Kii-Tonda • Shirahama • Asso • Kii-Shinjō • Kii-Tanabe • Haya • Minabe • Iwashiro • Kirime • Inami • Inahara • Wasa • Dōjōji • Gobō • Kii-Uchihara • Kii-Yura • Hirokawa Beach • Yuasa • Fujinami • Kii-Miyahara • Minoshima • Hatsushima • Shimotsu • Kamogō • Shimizuura • Kainan • Kuroe • Kimiidera • Miyamae • Wakayama • Kiwa • Wakayamashi |

## Geschichte
Das Eisenbahnministerium eröffnete den Bahnhof am 28. Februar 1929 unter dem Namen Hikatamachi (日方町), zusammen mit dem von Wakayama bis Minoshima führenden Abschnitt der Kisei-Hauptlinie. Es bestand Anschluss an den rund 200 Meter nördlich gelegenen Bahnhof Hikata, der acht Jahre zuvor von der Nogami Denki Tetsudō als Endstation der Nogami-Linie eröffnet worden war. Ebenso konnte hier von 1929 bis 1971 auf die Straßenbahn Wakayama umgestiegen werden. Zwei Jahre nachdem sich die Gemeinden Utsumi, Hikata und Ono zur Stadt Kainan zusammengeschlossen hatten, erfolgte am 1. Juli 1936 die Umbenennung des Bahnhofs Hikatamachi in Kainan. Die Japanische Staatsbahn empfand die Umsteigesituation zur Nogami-Linie als unbefriedigend, weshalb sie die Nogami Denki Tetsudō darum bat, einen zusätzlichen Bahnsteig neben dem Bahnhof Kainan zu errichten. Diese nahm 1949 die Haltestelle Renrakiguchi (連絡口) in Betrieb, die ausschließlich umsteigenden Fahrgästen vorbehalten war.
Aus Rationalisierungsgründen stellte die Staatsbahn am 1. Februar 1984 den Güterumschlag ein, am 14. März 1985 auch die Gepäckaufgabe. Im Rahmen der Staatsbahnprivatisierung ging der Bahnhof am 1. April 1987 in den Besitz der neuen Gesellschaft JR West über. Sieben Jahre später, am 1. April 1994, erfolgte die Stilllegung der Nogami-Linie und auch der Haltestelle Renrakiguchi. Daraufhin begann ein vollständiger Umbau des Bahnhofs Kainan, der aufgeständert und um ein Gleis erweitert wurde. Die entsprechenden Arbeiten waren am 10. Oktober 1998 abgeschlossen.